# Штрковец (округ Рімавска Собота)
Штрковец (словац. Štrkovec, угор. Kövecses) — село, громада в окрузі Рімавска Собота, Банськобистрицький край, Словаччина. Кадастрова площа громади — 4,35 км². Населення — 390 осіб (за оцінкою на 31 грудня 2017 р.).
Знаходиться за ~22 км на схід від адмінцентра округу міста Рімавска Собота.
Перша згадка 1323 року як Kwesd. Історичні назви: Kueches (з 1351-го), Koweches (з 1427), з 1920-го — Štrkovec, угор. Kövecses.

## Географія
Протікає Конський потік.

## Населення
| Рік:            | 1994. | 2004.   | 2014.   | 2024.   |
| --------------- | ----- | ------- | ------- | ------- |
| Кількість осіб: | 356   | 352     | 382     | 368     |
| Різниця:        |       | -1,12 % | +8,52 % | -3,66 % |

| Рік:            | 2023. | 2024.   |
| --------------- | ----- | ------- |
| Кількість осіб: | 377   | 368     |
| Різниця:        |       | -2,38 % |